# Милев, Гео
Гео Милев (настоящее имя Георги Милёв Касабов, болг. Георги Мильов Касабов; 15 января 1895, Раднево — после 15 мая 1925, София) — болгарский поэт и публицист, крупнейший представитель экспрессионизма в болгарской литературе.

## Биография и творчество
Родился в 1895 году в Радне махле, около Раднева, в семье учителя. Семья вскоре переехала в Стара-Загору, где его отец, Мильо Касабов, открыл книжный магазин и издательство. В 1907 году Гео Милев опубликовал своё первое стихотворение в детском журнале «Славейче».
Учился в гимназии в Стара-Загоре (1907—1911), где издавал рукописные журналы, составлял сборники, которые сам иллюстрировал, писал юмористические, патриотические и лирические стихотворения в стиле Пенчо Славейкова. За время обучения в гимназии изучил русский язык и читал русских классиков в оригинале. Затем изучал романскую филологию в Софийском университете «Святой Климент Охридский» (1911—1912), после чего продолжил образование в Лейпциге (1912—1914). Там слушал лекции по философии и по театральному искусству и написал диссертацию по творчеству Рихарда Демеля. В это время развился его интерес к современной немецкой литературе. С июля по октябрь 1914 года жил в Лондоне, где познакомился с Эмилем Верхарном. Произведения Верхарна Милев позже переводил на болгарский. Верхарн оказал огромное влияние на всё творчество Милева.
В октябре 1914 года вернулся в Германию. В Гамбурге был арестован по подозрению в шпионаже в пользу Великобритании, но за отсутствием улик отпущен, после чего вернулся в Болгарию. В 1915 году организовал в Стара-Загоре театральную группу. Одновременно поставил своей целью ознакомить Болгарию с современной европейской литературой, для чего перевёл стихотворения таких поэтов, как Стефан Малларме, Рихард Демель, Поль Верлен и Эмиль Верхарн, и издал произведения каждого из них отдельной книгой, добавив собственные эссе и посвятив каждую книгу одному из болгарских поэтов-символистов (среди них Николай Лилиев). Для издания книг он использовал типографию своего отца, который был призван на фронт.
В марте 1916 года был призван в армию и после прохождения офицерских курсов в сентябре отправлен на фронт около озера Дойран. 27 апреля 1917 года в сражении с английскими и итальянскими войсками был тяжело ранен, потерял глаз и получил тяжёлые повреждения головы. Для того, чтобы потерянный глаз не был заметен, всю жизнь носил особую причёску, закрывающую глаз. Для лечения был в марте 1918 года отправлен в Германию, но вскоре прервал лечение и полностью погрузился в культурную жизнь Берлина, в котором жил до марта 1919 года и принадлежал к кругу экспрессионистов, сформировавшемуся вокруг Франца Пфемферта и издаваемого им журнала «Die Aktion».
После возвращения в Софию женился на актрисе Миле Керановой, только что закончившей в Париже курс языкознания. Стал отцом двух дочерей и жил с семьёй, из-за стеснённости в средствах, в одной комнате в центре Софии. С 1919 по 1922 год издавал журнал «Весы» (болг. Везни), ставший центральным для болгарского современного искусства, в особенности символизма. С 1920 по 1923 год ставит также несколько пьес в Болгарском Национальном Театре.
Не позже 1922 года творчество Милева, до того аполитичное, приобретает явно политизированный характер. В том же году он вступает в Болгарскую коммунистическую партию. С января 1924 года начинает выпускать журнал «Пламя» (болг. Пламък) острой левой направленности. В частности, там была напечатана его собственная поэма «Сентябрь», посвящённая Сентябрьскому антифашистскому восстанию 23 сентября 1923 года. Тираж был конфискован, а сам Милев 14 мая 1925 года приговорён судом к штрафу в 20 тысяч левов и к году тюремного заключения. В обстановке антикоммунистического террора, проводимого правительством после взрыва в соборе Святой Недели, 16 мая был вызван для допроса в полицию, откуда не вернулся. Через тридцать лет его тело было идентифицировано в братской могиле в Илиянцах под Софией (сейчас Илиянци — жилой район Софии), где были погребены также другие жертвы террора из числа видных интеллектуалов.
Именем Гео Милева назван район в Софии.
Дочь, Леда Милева (1920—2013), также стала известным поэтом.